# Diedrich Precht
Diedrich Precht (* 25. November 1811 in Jübber; † 23. November 1890) war Landwirt und Mitglied des Deutschen Reichstags.

## Leben
Precht besuchte zuerst öffentliche Schulen und betrieb später Privatstudien. Ab 1840 war er Landwirt in Jübber und ab 1853 Mitglied der Hannoverschen Ständeversammlung als Vertreter des größten Grundbesitzes bis 1855, als die Adelskammer wieder hergestellt wurde. Von 1864 an war er wieder Mitglied der 1. Kammer als Deputierter für die Landgemeinden, bis diese 1866 nach Besetzung des Königreichs durch preußische Truppen aufgelöst wurde.
Von 1874 bis 1878 war er Mitglied des Deutschen Reichstags in Berlin für den Wahlkreis Provinz Hannover 6 (Hoya, Verden) und die Nationalliberale Partei.